# Tony Butler
Pour les articles homonymes, voir Butler.
Tony Butler est un bassiste et chanteur britannique né le 13 février 1957 à Shepherd's Bush en Angleterre.
Il fut membre du groupe de rock écossais Big Country. 
Avant d'intégrer Big Country, Tony Butler jouait dans le trio rock On the Air dont les deux autres membres étaient Simon Townshend et le batteur Mark Brzezicki. Avec ce dernier, il intègre Big Country en 1982 jusqu'à la séparation du groupe en 2000.
Il participe à la première reformation en 2007 où il officie comme chanteur en plus de bassiste. Il est aussi présent en 2010 lorsque le groupe se reforme à nouveau, mais le quitte en 2012.
Tony Butler a également joué avec Pete Townshend, Roger Daltrey et The Pretenders et enregistré plusieurs albums en solo et un avec le groupe Dog qu'il a formé avec le guitariste Tom Nordon.

## Discographie en solo
- 1997 - The Great Unknown
- 2001 - The Great Unknown (Slight Return)
- 2001 - Demos of Themes and Other Dreams
- 2002 - Acoustica
- 2005 - Life Goes On

- 2010 - Flying (avec le groupe Dog)
- 2018 - My Time